# طائبكلا (مقاطعة كلاردشت)
طائبكلا (بالفارسية: طائب‌کلا) هي قرية تقع في قسم كلاردشت الغربي الريفي (مقاطعة كلاردشت) في إيران. يقدر عدد سكانها بـ 304 نسمة .